# Beutel (Adelsgeschlecht)

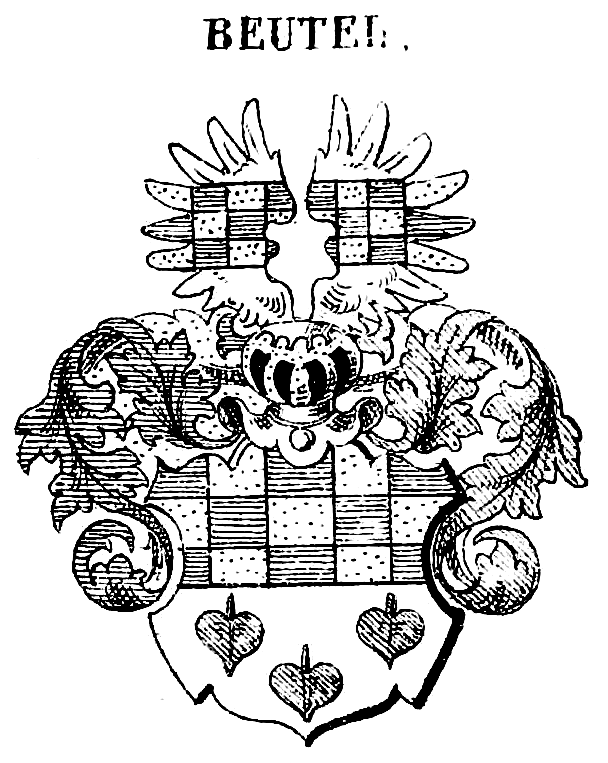
Wappen derer von Beutel

Beutel, früher auch Boytel oder Botel, ist der Name eines alten Adelsgeschlechts, das seit dem 14. Jahrhundert im Oberbarnim, später in der Uckermark und in anderen Orten auftritt und in der 2. Hälfte des 18. Jahrhunderts erloschen ist.

## Geschichte
Der Familienname Beutel dürfte von Beutel (heute Stadtteil von Templin) abstammen. Sie wurden erstmals 1356 urkundlich genannt, als ein von Boytel im Besitz der Hälfte von Wilmersdorf (heute Ortsteil von Rietz-Neuendorf, Landkreis Oder-Spree) war. Das Landbuch Karls IV. von 1375 erfasste weiteren Besitz: Botel, Bürger in Bernau gehörten die Dörfer Schmetzdorf (heute Wohnplatz von Bernau) und Tempelfelde (heute Ortsteil von Sydower Fließ) sowie das halbe Weesow (heute Ortsteil von Werneuchen) im Barnim. Von 1375 bis 1495 hatten sie einen Ritterhof mit 8 Hufen in Batzlow (heute Ortsteil von Märkische Höhe, Landkreis Märkisch-Oderland). In Gielsdorf bei Altlandsberg war Benedikt Botel berechtigt die Bede einzuziehen.
Anno 1412 besaß Kaspar Boytin 2 Hufen im Dorf Großbarnim (Landkreis Märkisch-Oderland). 1421 gab Benedict Boytel, der Sohn des obigen Kaspar(?), sein Lehnstück in den Dörfern Alt Madlitz, Altwustrow und Großbarnim an seinen Lehnsherrn Friedrich I. zurück, der anschließend Ebel, Arnt, Cuno, Hasse, Kersten und Henning von Krummensee, Brüder und Vettern damit belehnte. In Alt Madlitz besaß Benedict Boytel das halbe Dorf, in Altwustrow und Groß Barnim 8 Schock Geld. Bis 1427 gehörte den von Boytel/Beutel das ganze Dorf Carzig (heute Ortsteil von Fichtenhöhe, Landkreis Märkisch-Oderland). Bereits vor 1399 bis nach 1460 gehörten ihnen 4 freie Hufen und eine Schäferei in Pillgram. 1495 bis 1548 gehörten ihnen zwei Höfe mit insgesamt 7 Hufen in Baumgarten (nordöstlich von Prenzlau, heute Ortsteil von Schenkenberg) und ein Hof mit 4 Hufen in Schenkenberg in der Uckermark. 1525 bis 1545 hatten die von Beutel Hebungen von 9 Leuten bzw. 13 Hüfnern in Göritz (Uckermark). 1528 und später hatten sie einige Höfe in Güstow (heute Ortsteil von Prenzlau, Uckermark). 1551 war ein Thomas Boytel Bürgermeister von Prenzlau. 1589 ist ein Heinrich Boytel, 1597 ein Bertram von Boytel in Prenzlau urkundlich belegt. Eustachius von Boytel war von 1586 bis 1588 Domherr und Propst zu „unserer Lieben Frauen“ in Halberstadt. In Halberstadt ist 1597 auch ein Ernst von Boytel nachgewiesen.
Noch 1761 war in der preußischen Armee ein Fähnrich von Beutel bei den Finckensteinschen Dragonern, sowie 1775 ein Fähnrich von Beutel im Regiment von Tümpling.

## Wappen
Das geteilte Wappen ist oben von Blau und Gold in drei Reihen dreimal geschacht, unten zeigt es auf Silber drei (2:1) grüne gestürzte Lindenblätter. Auf dem Helm mit rechts blau-goldenen und links grün-silbernen Decken ein offener, wie der Schild gezeichneter Flug.

## Anmerkung
1. ↑  Nach Ledebur soll die Familie Beutel auch Besitz in Beutel, Brüssow, Eickstedt, Bad Freienwalde (Oder) und Wesendahl gehabt haben. Dies kann anhand des Historischen Ortslexikons nicht bestätigt werden.